# 津賀田町
津賀田町（つかたちょう）は、愛知県名古屋市瑞穂区の地名。現行行政地名は津賀田町1丁目から津賀田町3丁目。住居表示未実施地域。

## 地理
名古屋市瑞穂区中央部に位置する。東は甲山町、西は大喜町・田光町・白龍町、南は神前町、北は豊岡通に接する。

## 歴史

### 町名の由来
瑞穂町の小字名「東津賀田」「西津賀田」による。津賀田の由来は、当地が海に近いことから「津潟」の転訛であるという説、古墳が多くあったことによる「塚田」であるという説がある。後者の根拠として、当地に所在する津賀田神社が、平安末期成立とされる『尾張国内神名帳』に「墓田天神」、江戸中期成立の『張州府誌』に「塚田祠」と表記されていることが挙げられる。

### 沿革
- 1945年（昭和20年）9月26日 - 瑞穂区瑞穂町字六平・林・北屋敷・東津賀田・西津賀田・西屋敷・東屋敷・道徳・松山の各一部により、同区津賀田町1〜3丁目として成立[1]。

## 世帯数と人口
2019年（平成31年）3月1日現在の世帯数と人口は以下の通りである。
| 町丁     | 世帯数  | 人口  |
| -------- | ------- | ----- |
| 津賀田町 | 365世帯 | 818人 |

### 人口の変遷
国勢調査による人口の推移
| 1950年（昭和25年） | 1,358人 | [ 9 ]  |  |
| 1955年（昭和30年） | 1,539人 | [ 9 ]  |  |
| 1960年（昭和35年） | 1,638人 | [ 10 ] |  |
| 1965年（昭和40年） | 1,737人 | [ 10 ] |  |
| 1970年（昭和45年） | 1,580人 | [ 11 ] |  |
| 1975年（昭和50年） | 1,410人 | [ 11 ] |  |
| 1980年（昭和55年） | 1,115人 | [ 12 ] |  |
| 1985年（昭和60年） | 1,046人 | [ 12 ] |  |
| 1990年（平成2年）  | 920人   | [ 13 ] |  |
| 1995年（平成7年）  | 835人   | [ 14 ] |  |
| 2000年（平成12年） | 824人   | [ 15 ] |  |
| 2005年（平成17年） | 796人   | [ 16 ] |  |
| 2010年（平成22年） | 772人   | [ 17 ] |  |

## 学区
市立小・中学校に通う場合、学校等は以下の通りとなる。また、公立高等学校に通う場合の学区は以下の通りとなる。
| 番・番地等 | 小学校               | 中学校                 | 高等学校 |
| ---------- | -------------------- | ---------------------- | -------- |
| 全域       | 名古屋市立瑞穂小学校 | 名古屋市立津賀田中学校 | 尾張学区 |

## 施設
- 名古屋市立津賀田中学校[7]北緯35度7分29.8秒 東経136度55分51秒 / 北緯35.124944度 東経136.93083度
- 曹洞宗天聖寺[7]北緯35度7分24.7秒 東経136度55分57.6秒 / 北緯35.123528度 東経136.932667度
- 津賀田神社[7]北緯35度7分23秒 東経136度55分51秒 / 北緯35.12306度 東経136.93083度

名古屋市文化財である大般若経10巻を所蔵する。

## その他

### 日本郵便
- 郵便番号 : 467-0823[4]（集配局：瑞穂郵便局[20]）。